# District de Futaba
Le district de Futaba (双葉郡, Futaba-gun) est l'un des treize districts de la préfecture de Fukushima au Japon. Il est subdidivisé en huit municipalités.
En 2003, ce district avait une population estimée à 75 220 habitants et une densité de population de 86,95 personnes par km2, pour une superficie totale de 865,12 km2.
La centrale nucléaire de Fukushima Daiichi est située dans ce district. À la suite de l'accident nucléaire de Fukushima, plusieurs municipalités ont été contaminées et sont évacuées, dont certaines pour une durée indéfinie (possiblement plusieurs décennies).

## Villes et villages
- Futaba
- Hirono
- Katsurao
- Kawauchi
- Namie
- Naraha
- Ōkuma
- Tomioka

## L'accident nucléaire de Fukushima

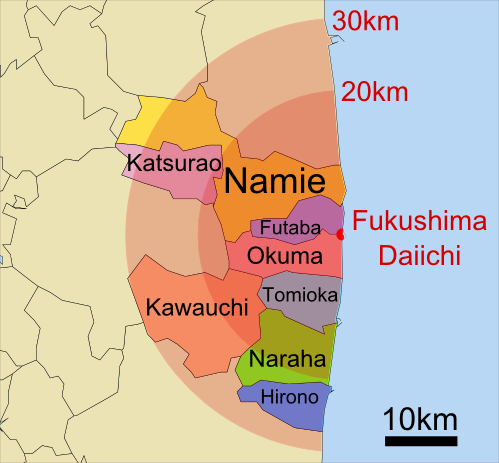
Localisation des municipalités du district par rapport aux zones d'évacuation.

La centrale nucléaire de Fukushima-Daiichi est située à cheval sur deux municipalités, Ōkuma et Futaba : ces deux municipalités riveraines ont donc été les plus exposées aux retombées de l'accident nucléaire de Fukushima et ont été évacuées presque immédiatement.
Les autres municipalités du district sont également concernées à un degré ou à un autre par l'accident :
- Tomioka et la moitié sud-est de Namie sont situées directement dans la zone d'exclusion des 20 km et ont été évacuées dès les premiers jours ;
- Katsurao et la moitié nord-ouest de Namie sont situés dans le couloir de contamination s'étendant au nord-ouest de la centrale, et leur évacuation est ordonnée le 11 avril 2011 ;
- Enfin, Hirono, Kawauchi, et Naraha sont à cheval sur la zone d'exclusion des 20 km (où la population a été évacuée) et sur la zone intermédiaire des 20-30 km (où il est conseillé aux enfants et aux femmes enceintes de partir par leurs propres moyens et à la population en général de se tenir prête à une éventuelle évacuation).

Certaines communes sont fortement contaminées par les retombées de l'accident et il y subsiste une concentration surfacique élevée en césium 134 et 137. La radioactivité mesurée en 2011 en certains points est plusieurs milliers de fois supérieure à la normale, et le gouvernement japonais admet en août 2011 que les zones à proximité immédiate de la centrale seront probablement maintenues hors d'accès « pour une longue période, peut-être plusieurs décennies ».
Le 30 septembre 2011, le gouvernement japonais lève la consigne de préparation à l'évacuation pour cinq communes parmi lesquelles Hirono, Kawauchi et Naraha (uniquement pour la partie située en dehors de la zone d'exclusion des 20 km).
D'après un sondage effectué par l'Université de Fukushima, 27 % des habitants évacués déclarent qu'ils n'ont pas l'intention de revenir vivre dans le district et ce taux dépasse les 50 % pour les moins de 35 ans.
Le 22 décembre 2011, le gouvernement japonais annonce son intention de redécouper la zone d'exclusion en trois aires, avec des statuts différents en fonction de leur niveau de radioactivité, ce qui permettrait le retour d'une partie des habitants. Cette annonce inquiète de nombreux maires du district, dont les territoires vont être ainsi divisés et dont certains quartiers seront officiellement interdits au retour pour plusieurs années.
Le 28 décembre 2011, le ministre japonais de l'Environnement, Gōshi Hosono, demande aux autorités locales du district qu'une décharge y soit aménagée à titre temporaire pour le stockage de la terre contaminée et des autres déchets radioactifs provenant des travaux de décontamination, probablement dans les communes qui jouxtent la centrale, Ōkuma ou Futaba : « On trouve dans ce district de nombreuses zones où les doses annuelles de radiations vont dépasser 100 millisieverts, et il va être difficile d'y abaisser les niveaux de radioactivité par des méthodes conventionnelles. » La demande a causé un choc aux habitants et aux autorités locales. Contrairement à la majorité des maires du district qui considèrent qu'ils n'ont pas le choix et doivent accepter, le maire de Futaba refuse la semaine suivante, considérant que la construction d'une telle décharge dans sa municipalité rendrait impossible le retour des habitants. Les négociations officielles entre les autorités locales et le gouvernement ont débuté le 12 janvier 2012.